# Oklahoma City-Ada-Atoka Railway
L'Oklahoma City-Ada-Atoka Railway (sigle de l'AAR: OCAA) est un chemin de fer américain de classe I créé en 1923, pour reprendre une ligne du Missouri-Kansas-Texas Railroad (MK&T, Katy). Vendu en 1965 au Atchison, Topeka and Santa Fe Railway, qui le fusionne en 1967.

## Histoire
L'Oklahoma City-Ada-Atoka Railway (OC-A-A) est une compagnie ferroviaire créée en 1923 pour reprendre la ligne entre Oklahoma City et Atoka via Shawnee et Ada, mise en service entre 1882 et 1904 par le Missouri-Kansas-Texas Railroad (MK&T, Katy) qui du fait de difficultés financières a décidé de s'en séparer. En 1924, il reprend l'exploitation du Oklahoma City-Shawnee Interurban Electric Railway.
En 1929, il passa sous contrôle de la Muskogee Company, une société de Philadelphie, qui contrôle également le Midland Valley Railroad et le Kansas, Oklahoma and Gulf Railway. Ces trois compagnies sont alors organisées avec un management commun. Cette réorganisation n'a pas réussi à enrayer la baisse du trafic, la ligne électrique est fermée en 1930 et l'ensemble est réorganisé en 1935. L'exploitation, en sursis pendant la Seconde Guerre mondiale, continue sa baisse à partir de la fin du conflit, en 1945.
En 1965, l'OC-A-A est vendu, au rabais, au Texas and Pacific Railway, filiale du Missouri Pacific Railroad, il est rapidement cédé, la même année, à l'Atchison, Topeka and Santa Fe Railway. Ce dernier finit par le fusionner le 1er décembre 1967. En 1985, la majeure partie de la ligne est abandonnée.